# Bartosz Zych
Bartosz Zych (ur. 15 lipca 2006) – polski siatkarz, grający na pozycji przyjmującego.
Jego ojciec Jarosław, również był siatkarzem. Grał jako przyjmujący. Był zawodnikiem Mostostalu Kędzierzyn-Koźle w latach 1994-1996 i Resovii Rzeszów w latach 1997-2000.
25 lutego 2025 roku wystąpił w barwach Asseco Resovii Rzeszów w Pucharze CEV w drugim meczu ćwierćfinałowym z Fenerbahçe Medicana Stambuł.

## Sukcesy klubowe

### młodzieżowe
Mistrzostwa Polski Kadetów:
- 2023[5]

Mistrzostwa Polski Juniorów:
- 2025[6]

### seniorskie
Puchar CEV:
- 2025[7]